# Stacelita
Stacelita, née en 2006, est un cheval de course pur-sang qui participe aux courses hippiques de plat.  

## Carrière de courses
Élevée par Jean-Pierre Dubois, l'homme fort du trot français, Stacelita porte en début de carrière les couleurs de l'écurie Monastic d'Axel Wend, lui aussi plus connu chez les trotteurs que chez les pur-sang. En revanche elle est entraînée par un cador des courses de plat, Jean-Claude Rouget, qui comme il l'a fait avec nombre de ses meilleurs pensionnaires fait débuter sa protégée dans une petite course de province plutôt que dans les prestigieux maidens parisiens. Stacelita se produit pour la première fois sur le petit hippodrome de Salon-de-Provence et s'impose dans un canter devant un lot intéressant puisque la troisième du jour, Mar Adentro, fera une belle carrière de sprinter, dont l'apogée est une troisième place dans le Prix de l'Abbaye de Longchamp.  
Une seule sortie à 2 ans, puis Stacelita hiverne dans le Sud-Ouest et rentre à 3 ans dans une petite course à Toulouse, qu'elle s'adjuge tout aussi facilement. Il est temps d'aller affronter les bonnes pouliches parisiennes, et ça commence par une Listed à Saint-Cloud, que Stacelita survole. Comme elle survole, par 6 longueurs, le Prix Saint-Alary. La voilà tout en haut de la hiérarchie de sa génération, invaincue et favorite du Prix de Diane. Elle s'y présente parée de nouvelles couleurs, Martin Schwartz l'ayant acquise pour moitié quelques jours avant le grand rendez-vous. Dans le Diane, Stacelita réalise une nouvelle démonstration : 4 longueurs sanctionne sa supériorité. Mise au repos durant l'été, Stacelita fait son retour à l'automne dans le Prix Vermeille où elle doit affronter l'excellente 4 ans anglaise Dar Re Mi, qui reste sur deux succès de prestige dans les Pretty Polly Stakes et les Yorkshire Oaks. Toutes deux se retrouvent aux prises dans la phase finale, mais pour la première fois Stacelita doit baisser pavillon, pour une courte encolure. Mais pas pour longtemps, car Dar Re Mi est rétrogradée à la cinquième place pour avoir gêné une autre concurrente. Une décision des commissaires qui fait jaser, mais qui permet à Stacelia, sur tapis vert, de se présenter invaincue au départ du Prix de l'Arc de Triomphe où, cette fois, elle doit s'avouer vaincue, et sans discussion, terminant septième du crack Sea The Stars, Dar Re Mi prenant la cinquième place. 
Restée à l'entraînement à 4 ans, et désormais propriété du seul Martin Schwartz, Stacelita fait une rentrée calamiteuse dans le Prix d'Ispahan, apanage de l'illustre Goldikova. Mais elle renoue avec la victoire dans La Coupe avant d'aller se classer dauphine de la championne Midday dans les Nassau Stakes. À l'été, elle s'offre un quatrième groupe 1, le Prix Jean Romanet. Stacelita se cantonne désormais aux distances intermédiaires et, plutôt que viser l'Arc, elle est dirigée vers le Prix de l'Opéra où, encore une fois, elle bute sur sa compagne d'entraînement Lily of The Valley. Elle achève sa saison par une expédition infructueuse à Hong Kong, où elle ne peut faire mieux que huitième de Snow Fairy dans la Hong Kong Cup. 
À 5 ans, Stacelita rentre dans La Coupe où elle subit la loi du fameux champion Cirrus des Aigles. Peut-être est-il temps pour elle de voir de nouveaux horizon. Martin Schwartz et Jean-Claude Rouget l'envoie se tester aux États-Unis dans les United Nations Stakes, où elle prend une bonne troisième place. Le test concluant, aussi la jument rejoint les effectifs de Chad Brown et ne reviendra plus en France. Changement d'herbage réjouit les veaux : la seconde carrière de Stacelita commence sur les chapeaux de roue, avec une victoire dans les Beverly D. Stakes, suivie d'une autre dans le Flower Bowl Invitational. Supérieure aux juments américaines sur le gazon, elle doit retrouver, pour la dernière course de sa carrière, les Européennes dans la Breeders' Cup Filly & Mare Turf. Mais elle manque ses adieux, terminant avant-dernière d'une épreuve remportée par une outsider américaine, Perfect Shirl. Stacelita quitte donc la scène, dotée d'un riche palmarès comprenant six groupe 1. Dans la foulée, elle est acquise pour un montant inconnu par la puissante famille Yoshida, aux commandes de la plus grande opération d'élevage du Japon, Shadai Farm. 

### Résumé de carrière
| Date         | Hippodrome        | Pays        | Course                          | Statut      | Distance    | Jockey        | Place       | Écart       | Vainqueur ou deuxième |
| 2008, 2 ans  | 2008, 2 ans       | 2008, 2 ans | 2008, 2 ans                     | 2008, 2 ans | 2008, 2 ans | 2008, 2 ans   | 2008, 2 ans | 2008, 2 ans | 2008, 2 ans           |
| ------------ | ----------------- | ----------- | ------------------------------- | ----------- | ----------- | ------------- | ----------- | ----------- | --------------------- |
| 20 octobre   | Salon de Provence | France      | Prix de l'Espoir                | Inédits     | 1 800 m     | F. Blondel    | 1er / 9     | 2           | Arestos               |
| 2009, 3 ans  |                   |             |                                 |             |             |               |             |             |                       |
| 11 février   | Toulouse          | France      | Prix du Château d'eau           | Course F    | 2 000 m     | I. Mendizabal | 1er / 8     | 2           | Zilgara               |
| 14 mars      | Saint-Cloud       | France      | Prix Rose de Mai                | Listed      | 2 100 m     | C. Lemaire    | 1er / 5     | 4           | Divine Comedy         |
| 17 mai       | Longchamp         | France      | Prix Saint-Alary                | Gr. 1       | 2 000 m     | C. Lemaire    | 1er / 7     | 6           | Article Rare          |
| 14 juin      | Chantilly         | France      | Prix de Diane                   | Gr. 1       | 2 100 m     | C. Lemaire    | 1er / 12    | 4           | Tamazirte             |
| 13 septembre | Longchamp         | France      | Prix Vermeille                  | Gr. 1       | 2 400 m     | C. Lemaire    | 1er / 12    | (cte enc.)  | Plumania              |
| 4 octobre    | Longchamp         | France      | Prix de l'Arc de Triomphe       | Gr. 1       | 2 400 m     | C. Soumillon  | 7e / 19     | 5           | Sea The Stars         |
| 2010, 4 ans  |                   |             |                                 |             |             |               |             |             |                       |
| 23 mai       | Longchamp         | France      | Prix d'Ispahan                  | Gr. 1       | 1 850 m     | C. Soumillon  | 4e / 8      | 16 ½        | Goldikova             |
| 14 juin      | Longchamp         | France      | La Coupe                        | Gr. 3       | 2 000 m     | C. Soumillon  | 1er / 6     | 1 ½         | Court Cannibal        |
| 31 juillet   | Goodwood          | Royaume-Uni | Nassau Stakes                   | Gr. 1       | 2 000 m     | C. Soumillon  | 2e / 7      | 1 ¼         | Midday                |
| 22 août      | Deauville         | France      | Prix Jean Romanet               | Gr. 1       | 2 000 m     | C. Soumillon  | 1er / 8     | tête        | Antara                |
| 3 octobre    | Longchamp         | France      | Prix de l'Opéra                 | Gr. 1       | 2 000 m     | C. Soumillon  | 2e / 11     | 3/4         | Lily of The Valley    |
| 12 décembre  | Sha Tin           | Hong Kong   | Hong Kong Cup                   | Gr. 1       | 2 000 m     | C. Lemaire    | 8e / 13     | 2 ¾         | Snow Fairy            |
| 2011, 5 ans  |                   |             |                                 |             |             |               |             |             |                       |
| 13 juin      | Longchamp         | France      | La Coupe                        | Gr. 3       | 2 000 m     | C. Lemaire    | 3e / 6      | 3 ¼         | Cirrus des Aigles     |
| 2 juillet    | Monmouth Park     | États-Unis  | United Nations Stakes           | Gr. 1       | 2 200 m     | J. Bravo      | 3e / 10     | 1           | Teaks North           |
| 13 août      | Arlington Park    | États-Unis  | Beverly D. Stakes               | Gr. 1       | 1 900 m     | R. Dominguez  | 1er / 11    | 1 ¼         | Dubawi Heights        |
| 1er octobre  | Belmont Park      | États-Unis  | Flower Bowl Invitational Stakes | Gr. 1       | 2 000 m     | R. Dominguez  | 1er / 6     | 2           | Distorted Legacy      |
| 4 novembre   | Churchill Downs   | États-Unis  | Breeders' Cup Filly & Mare Turf | Gr. 1       | 2 200 m     | R. Dominguez  | 10e / 11    | 5 ½         | Perfect Shirl         |

## Au haras

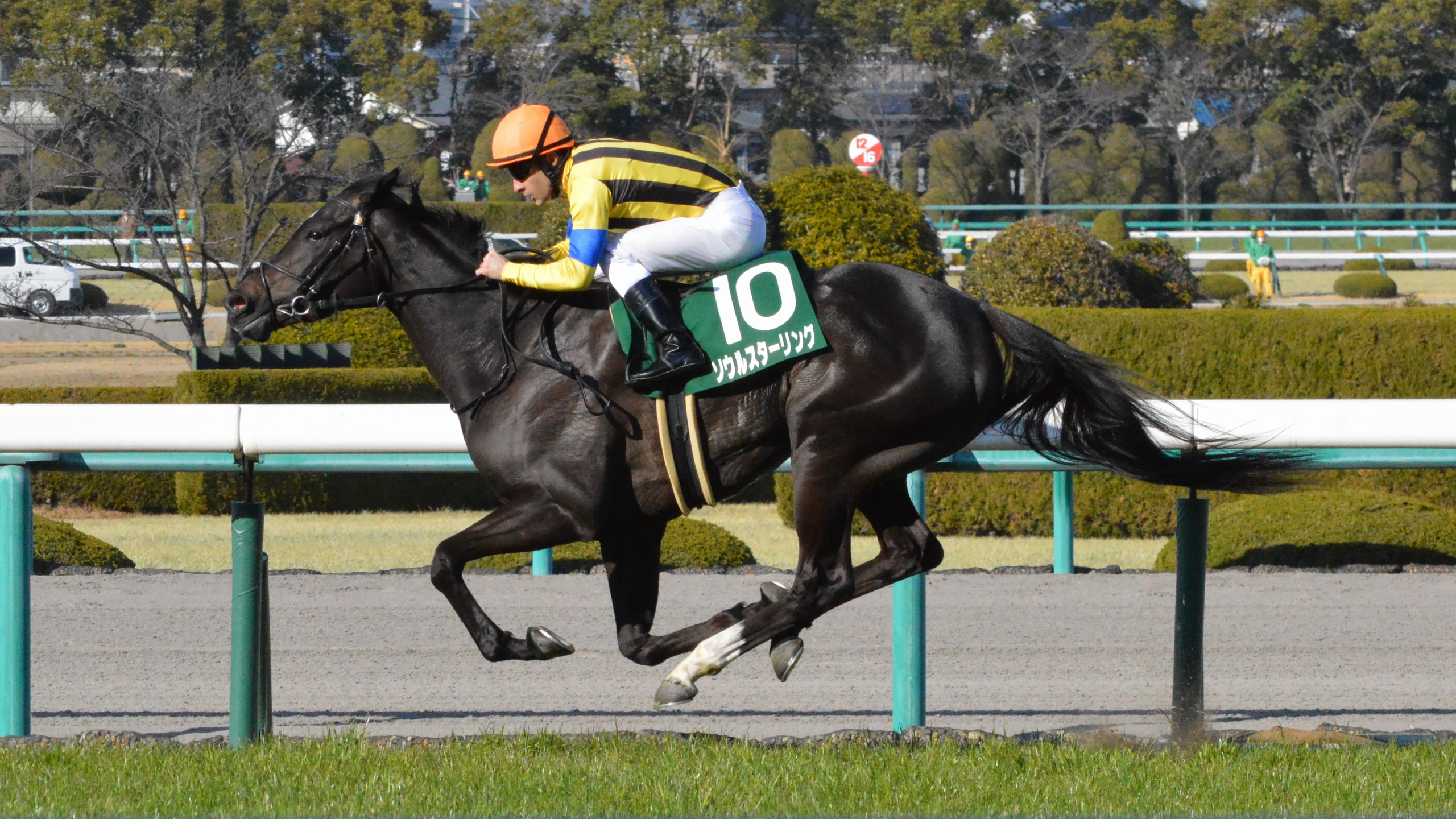
Soul Stirring, fille de Stacelita

Avant de rejoindre son haras japonais, Stacelita reste aux États-Unis pour y être saillie par l'étalon de tête Smart Strike. Elle s'est révélée une excellente reproductrice, comptant deux championnes dans sa descendance :
- Southern Stars (2013, Smart Strike) : 1 victoire en Angleterre, mère de : 
  - Stars On Earth (Duramente) : Oka Shō, Yūshun Himba, 2e Ōsaka Hai, 3e Shuka Shō, Victoria Mile, meilleure 3 ans japonaise (2022).
- Soul Stirring (2014, Frankel) : Hanshin Juvenile Fillies, Yūshun Himba, meilleure 2 ans japonaise (2016), meilleure 3 ans japonaise (2017).
- Schon Glanz (2016, Deep Impact) : Artemis Stakes (Gr.3)
- Spangled Star (2017, Deep Impact)
- Sentimental Mambo (2018, Deep Impact) : deux victoires de Listed en Allemagne
- Stunning Star (2019, Frankel)
- Shining Sword (2021, Frankel)
- Sturgeon Moon (2022, Kingman)
- Schone Erde (2023, St Mark's Basilica)

## Origines
Stacelita est une fille du grand étalon allemand Monsun, qui faisait encore la monte à 40 000 € lorsqu'elle a été conçue, avant de passer à 150 000 € en 2008. 
Côté maternel, le pedigree de Stacelita ne semble pas très chic au premier coup d’œil et au vu des étalons qu'on y trouve, mais en réalité il s'agit d'une très bonne famille, très vivante, et en l'étudiant on comprend mieux pourquoi Jean-Pierre Dubois a déboursé 150 000 € pour l'acquérir yearling. On peut en détailler la récente descendance de cette famille depuis la deuxième mère, Suivez, à qui l'on doit : 
- Simoun (par Monsun) : Grosser Mercedes-Benz Preis (Gr.2), Hansa-Preis (Gr.2).
- Soudaine (par Monsun) : 3e Hessen-Pokal (Gr.3), mère de : 
  - Savoir Vivre (par Adlerflug) : Grand Prix de Deauville, 2e Deutsches Derby, Gran Premio del Jockey Club.
- Soignee (par Monsun) : 2e Prix des Réservoirs (Gr.3), classée troisième meilleure 2 ans allemande aux ratings, mère de : 
  - Salicorne (par Aragorn), mère de : 
    - Sauterne (par Kingman) : Prix du Moulin de Longchamp, 2e Prix Jean Prat, Prix de Sandringham, 3e Poule d'Essai des Pouliches, Prix Rothschild.

  - Speralita (par Frankel), mère de : 
    - Noble Truths (par Kingman) : Jersey Stakes (Gr.3), 2e Prix Jean-Luc Lagardère.

Cette famille est colorée du bleu de la casaque Wildenstein et du rouge de la casaque du Gestüt Schlenderhan. Il faut remonter aux années 1920 et l'importation en Allemagne de Schwarze Kutte, achetée yearling en Angleterre et qui sera une jument-base de l'élevage Schlenderhan. Elle est la grand-mère de la championne Schwarzgold, considérée comme la meilleure jument allemande du XXe siècle, qui réalisa le doublé Preis der Diana / Derby Allemand en 1940. Schwarzgold n'eut que deux pouliches au haras, mais perpétua une lignée où toutes les juments figurent parmi les meilleures de leur génération. L'une des deux filles de Schwarzgold, Schwarzblaurot, est la deuxième mère de Schönbrunn, lauréate du Grand Prix de Deauville, Preis der Diana et du bien nommé Schwarzgold-Rennen avant d'être acquise par Daniel Wildenstein. Elle sera la deuxième mère de deux champions estampillés Wildenstein, l'Arc-winner Sagace et Steinlen, vainqueur de l'Arlington Million et du Breeders' Cup Mile.  

### Pedigree
| Origines de Stacelita (FR) jument baie brune née en 2006 | Origines de Stacelita (FR) jument baie brune née en 2006 | Origines de Stacelita (FR) jument baie brune née en 2006 | Origines de Stacelita (FR) jument baie brune née en 2006 |
| -------------------------------------------------------- | -------------------------------------------------------- | -------------------------------------------------------- | -------------------------------------------------------- |
| Père Monsun                                              | Königsstuhl                                              | Dschingis Khan                                           | Tamerlane                                                |
| Père Monsun                                              | Königsstuhl                                              | Dschingis Khan                                           | Donna Diana                                              |
| Père Monsun                                              | Königsstuhl                                              | Konigskronung                                            | Tiepoletto                                               |
| Père Monsun                                              | Königsstuhl                                              | Konigskronung                                            | Kronung                                                  |
| Père Monsun                                              | Mosella                                                  | Surumu                                                   | Literat                                                  |
| Père Monsun                                              | Mosella                                                  | Surumu                                                   | Surama                                                   |
| Père Monsun                                              | Mosella                                                  | Monasia                                                  | Authi                                                    |
| Père Monsun                                              | Mosella                                                  | Monasia                                                  | Monacensia                                               |
| Mère Soignee                                             | Dashing Blade                                            | Elegant Air                                              | Shirley Heights                                          |
| Mère Soignee                                             | Dashing Blade                                            | Elegant Air                                              | Elegant Tern                                             |
| Mère Soignee                                             | Dashing Blade                                            | Sharp Castan                                             | Sharpen Up                                               |
| Mère Soignee                                             | Dashing Blade                                            | Sharp Castan                                             | Sultry One                                               |
| Mère Soignee                                             | Suivez                                                   | Fioravanti                                               | Northern Dancer                                          |
| Mère Soignee                                             | Suivez                                                   | Fioravanti                                               | Pitasia                                                  |
| Mère Soignee                                             | Suivez                                                   | Sea Symphony                                             | Faraway Son                                              |
| Mère Soignee                                             | Suivez                                                   | Sea Symphony                                             | Southern Seas (famille 16-c)                             |